# 히라토 다이키
히라토 다이키(일본어: 平戸 太貴, 1997년 4월 18일~)는 일본의 축구 선수이다. 포지션은 미드필더이다. 현재 J1리그의 교토 상가 FC 소속이다.

## 구단 경력
그는 2016년부터 J리그의 가시마 앤틀러스, FC 마치다 젤비아, 교토 상가 FC에서 뛰었다.